# Kup Nogometnog saveza Šibensko-kninske županije 2018./19.
Kup Nogometnog saveza Šibensko-kninske županije za sezonu 2018./19. se igra u proljetnom dijelu sezone. Pobjednik natjecanja stječe pravo nastupa u pretkolu Hrvatskog kupa u sezoni 2019./20. 
 
Kup je osvojila "Zagora" iz Unešića.

## Sudionici
U natjecanju sudjeluje 7 klubova, prikazani prema pripadnosti ligama u sezoni 2018./19.
| 3. HNL – Jug (III.) - Zagora – Unešić | ŽNL Šibensko-kninska (IV.) - Dinara – Knin - DOŠK – Drniš - Janjevo – Kistanje - Mladost – Tribunj - Rudar – Siverić, Drniš - Vodice – Vodice |

Klub oslobođen nastupa zbog dovoljnog koeficijenta za Hrvatski nogometni kup, u kojem nastupa od šesnaestine završnice: 

2. HNL (II.)
- Šibenik – Šibenik

## Rezultati

### Četvrtzavršnica
| datum             | par                                | rez. | napomene |
| ----------------- | ---------------------------------- | ---- | -------- |
| 16. ožujka 2019.  | Rudar Siverić – DOŠK Drniš         | 0:1  |          |
| 16. ožujka 2019.  | Dinara Knin – Vodice               | 1:0  |          |
| 17. ožujka 2019.  | Mladost Tribunj – Janjevo Kistanje | 1:0  |          |
| [ 2 ] [ 3 ] [ 4 ] |                                    |      |          |

### Poluzavršnica
| datum                               | par                             | rez.     | napomene |
| ----------------------------------- | ------------------------------- | -------- | -------- |
| 14. travnja 2019. 14. svibnja 2019. | Zagora Unešić – Mladost Tribunj | 4:2, 3:3 |          |
| 14. travnja 2019. 12. svibnja 2019. | DOŠK Drniš – Dinara Knin        | 3:1, 1:1 |          |
| [ 3 ] [ 5 ] [ 6 ] [ 7 ]             |                                 |          |          |

### Završnica
Susret završnice je trebao biti igran 29. svibnja 2019. u Drnišu, ali je odgođen zbog jakog kišnog nevremena.
| datum           | mjesto, igralište | klub1      | rez.           | klub2         | napomene                                                      |
| --------------- | ----------------- | ---------- | -------------- | ------------- | ------------------------------------------------------------- |
| 5. lipnja 2019. | Drniš, Podvornica | DOŠK Drniš | 0:0 (3:4 11 m) | Zagora Unešić | "Zagora" pobjednik kupa nakon boljeg izvođenja jedanaesteraca |

## Vanjske poveznice
- 1. ŽNL Šibensko-kninska, facebook stranica
- forum sportnet.hr, 1.ŽNL Šibensko-kninska  Arhivirana inačica izvorne stranice od 14. svibnja 2021. (Wayback Machine)
- sibenskiportal.rtl.hr, Sport  Arhivirana inačica izvorne stranice od 2. veljače 2023. (Wayback Machine)
- sibenski.slobodnadalmacija.hr, Sport / Nogomet